# Saison 2021 de la Première ligue de soccer du Québec
Navigation
PLSQ 2020 PLSQ 2022
La saison 2021 de la Première ligue de soccer du Québec est la 10e édition du championnat, créé en 2012. Le plus haut niveau du football au Québec (et le 3e niveau du football canadien), le championnat est organisé par Soccer Québec. 10 équipes s'opposent pendant le championnat. Lors de cette saison, l'AS Blainville défend son titre contre neuf équipes dont le Royal-Sélect de Beauport qui a nouvellement rejoint le championnat.
Une place qualificative pour le Championnat canadien de soccer est attribuée par le biais de la Première ligue. Le Championnat canadien permet d’accéder à la Ligue des champions de la CONCACAF.

## Participants
Un total de dix équipes participent au championnat, neuf d'entre elles étant déjà présentes la saison précédente, auxquelles s'ajoute le Royal-Sélect de Beauport. Parmi ces clubs, l'AS Blainville est le seul club à avoir participé au championnat depuis la saison inaugurale en 2012.
| Club                     | Participe depuis | Classement 2020 | Entraîneur          | Ville                                |
| ------------------------ | ---------------- | --------------- | ------------------- | ------------------------------------ |
| AS Blainville            | 2012             | 1er             | Emmanuel Macagno    | Blainville, Laurentides              |
| Ottawa South United      | 2020             | 2e              | -                   | Ottawa, Ontario                      |
| Celtix du Haut-Richelieu | 2020             | 3e              | David Sauvry        | Saint-Jean-sur-Richelieu, Montérégie |
| CS Saint-Hubert          | 2017             | 4e              | François Bourgeais  | Saint-Hubert, Montérégie             |
| CS Longueuil             | 2014             | 5e              | Christophe Vollard  | Longueuil, Montérégie                |
| FC Laval                 | 2018             | 6e              | Samir Hadji         | Laval, Laval                         |
| CS Monteuil              | 2019             | -               | Antoine Katako      | Laval, Laval                         |
| CS Mont-Royal Outremont  | 2013             | -               | Luc Brutus          | Mont-Royal, Montréal                 |
| FC Lanaudière            | 2016             | -               | Kévin Mendes Duarte | Lanaudière                           |
| Royal-Sélect de Beauport | 2021             | -               | -                   | Beauport, Québec                     |

## Compétition

### Règlement
Le classement est calculé avec le barème de points suivant: un match gagné vaut trois points, un match nul vaut un point et une défaite vaut aucun point.
Le départage du classement au cas où une égalité survienne  est déterminé selon six critères
1. le plus grand nombre de points obtenus ;
2. le plus grand nombre de points obtenues dans les matchs entre les équipes concernées ;
3. la différence de buts particulière dans les matchs entre les équipes concernées ;
4. le plus grand nombre de victoires ;
5. la meilleure différence de buts générale ;
6. le plus grand nombre de buts marqués ;

Si l'égalité persiste pour la première place, un match de barrage est organisé pour départager le gagnant. Pour les autres positions du classement, les clubs concernées seront considérés égaux.
Le club qui remporte la Première ligue est sacré champion du Québec.

### Classement
| Rang | Équipe                   | Pts | J  | G  | N | P  | Bp | Bc | Diff |
| ---- | ------------------------ | --- | -- | -- | - | -- | -- | -- | ---- |
| 1    | CS Mont-Royal Outremont  | 40  | 16 | 13 | 1 | 2  | 37 | 12 | +25  |
| 2    | AS Blainville T          | 36  | 16 | 11 | 3 | 2  | 39 | 15 | +24  |
| 3    | Celtix du Haut-Richelieu | 27  | 16 | 8  | 3 | 5  | 26 | 22 | +4   |
| 4    | FC Laval                 | 26  | 16 | 7  | 5 | 4  | 30 | 20 | +10  |
| 5    | CS Saint-Hubert          | 26  | 16 | 8  | 2 | 6  | 31 | 29 | +2   |
| 6    | CS Longueuil             | 23  | 16 | 7  | 2 | 7  | 21 | 25 | -4   |
| 7    | CS Monteuil              | 14  | 16 | 4  | 2 | 10 | 16 | 26 | -10  |
| 8    | Royal-Sélect de Beauport | 10  | 16 | 3  | 1 | 12 | 18 | 44 | -26  |
| 9    | FC Lanaudière            | 4   | 16 | 1  | 1 | 14 | 20 | 45 | -25  |
| 10   | Ottawa South United      | 0   | 0  | 0  | 0 | 0  | 0  | 0  | 0    |

Qualifications
Championnat canadien de soccer
- Champion : Qualifié
- Retrait de la compétition à cause de la Covid-19

Abréviations
- T : Tenant du titre

### Résultats
| Résultats (▼dom., ►ext.)                                   | ASB | CHR | CSF | CSL | CSM | CSMRO | CSSH | FCL | OSU | RSB |
| AS Blainville                                              |     | 2-2 | 4-1 | 3-1 | 2-0 | 5-1   | 2-1  | 0-0 | 2-1 | 3-0 |
| Celtix du Haut-Richelieu                                   | 0-1 |     | 1-1 | 3-1 | 1-2 | 3-2   | 3-2  | 2-2 | 3-1 | 0-1 |
| CS Longueuil                                               | 1-5 | 0-1 |     | 2-1 | 1-2 | 0-1   | 3-1  | 3-2 | 5-1 | 3-0 |
| CS Monteuil                                                | 0-2 | 0-2 | 0-1 |     | 1-2 | 3-0   | 3-0  | 0-4 | 4-1 | 2-1 |
| CS Mont-Royal Outremont                                    | 2-1 | 1-0 | 3-0 | 2-0 |     | 3-1   | 3-0  | 2-2 |     | 2-0 |
| CS Saint-Hubert                                            | 4-2 | 2-3 | 2-1 | 1-1 | 2-1 |       | 4-2  | 1-1 |     | 4-1 |
| FC Lanaudière                                              | 0-2 | 2-3 | 0-1 | 1-1 | 1-4 | 1-2   |      | 2-3 | 1-3 | 2-1 |
| FC Laval                                                   | 2-2 | 2-0 | 1-2 | 2-0 | 0-3 | 1-0   | 2-0  |     |     | 1-2 |
| Ottawa South United                                        |     |     |     | 0-2 | 1-4 |       | 0-2  | 2-2 |     |     |
| Royal-Sélect de Beauport                                   | 0-3 | 1-2 | 1-1 | 0-2 | 0-5 | 1-4   | 8-5  | 1-5 | 1-1 |     |
| - Victoire à domicile - Match nul - Victoire à l'extérieur |     |     |     |     |     |       |      |     |     |     |

## Statistiques

### Domicile et extérieur
| Rang | Équipe                   | Pts | J | G | N | P | Bp | Bc | Diff |
| ---- | ------------------------ | --- | - | - | - | - | -- | -- | ---- |
| 1    | AS Blainville            | 0   | 0 | 0 | 0 | 0 | 0  | 0  | 0    |
| 2    | Celtix du Haut-Richelieu | 0   | 0 | 0 | 0 | 0 | 0  | 0  | 0    |
| 3    | CS Fabrose               | 0   | 0 | 0 | 0 | 0 | 0  | 0  | 0    |
| 4    | CS Monteuil              | 0   | 0 | 0 | 0 | 0 | 0  | 0  | 0    |
| 5    | CS Mont-Royal Outremont  | 0   | 0 | 0 | 0 | 0 | 0  | 0  | 0    |
| 6    | CS Longueuil             | 0   | 0 | 0 | 0 | 0 | 0  | 0  | 0    |
| 7    | CS Saint-Hubert          | 0   | 0 | 0 | 0 | 0 | 0  | 0  | 0    |
| 8    | FC Lanaudière            | 0   | 0 | 0 | 0 | 0 | 0  | 0  | 0    |
| 9    | Ottawa South United      | 0   | 0 | 0 | 0 | 0 | 0  | 0  | 0    |
| 10   | Royal-Sélect de Beauport | 0   | 0 | 0 | 0 | 0 | 0  | 0  | 0    |

| Rang | Équipe                   | Pts | J | G | N | P | Bp | Bc | Diff |
| ---- | ------------------------ | --- | - | - | - | - | -- | -- | ---- |
| 1    | AS Blainville            | 0   | 0 | 0 | 0 | 0 | 0  | 0  | 0    |
| 2    | Celtix du Haut-Richelieu | 0   | 0 | 0 | 0 | 0 | 0  | 0  | 0    |
| 3    | CS Fabrose               | 0   | 0 | 0 | 0 | 0 | 0  | 0  | 0    |
| 4    | CS Monteuil              | 0   | 0 | 0 | 0 | 0 | 0  | 0  | 0    |
| 5    | CS Mont-Royal Outremont  | 0   | 0 | 0 | 0 | 0 | 0  | 0  | 0    |
| 6    | CS Longueuil             | 0   | 0 | 0 | 0 | 0 | 0  | 0  | 0    |
| 7    | CS Saint-Hubert          | 0   | 0 | 0 | 0 | 0 | 0  | 0  | 0    |
| 8    | FC Lanaudière            | 0   | 0 | 0 | 0 | 0 | 0  | 0  | 0    |
| 9    | Ottawa South United      | 0   | 0 | 0 | 0 | 0 | 0  | 0  | 0    |
| 10   | Royal-Sélect de Beauport | 0   | 0 | 0 | 0 | 0 | 0  | 0  | 0    |

### Évolution du classement
Ce tableau présente l'évolution du classement au fil des dix-huit journées de compétition.
| Journée →            | 1 | 2  | 3  | 4  | 5  | 6  | 7  | 8  | 9  | 10 | 11 | 12 | 13 | 14 | 15 | 16 | 17 | 18 | Lead |
| Équipe               |   |    |    |    |    |    |    |    |    |    |    |    |    |    |    |    |    |    |      |
| -------------------- | - | -- | -- | -- | -- | -- | -- | -- | -- | -- | -- | -- | -- | -- | -- | -- | -- | -- | ---- |
| Mont-Royal Outremont | 2 | 1  | 1  | 1  | 2  | 1  | 1  | 1  | 1  | 1  | 1  | 1  | 1  | 1  | 1  | 1  | 1  | 1  | 16   |
| AS Blainville        | 3 | 3  | 4  | 4  | 4  | 5  | 5  | 6  | 6  | 5  | 3  | 4  | 3  | 3  | 3  | 2  | 2  | 2  |      |
| Haut-Richelieu       | 1 | 2  | 3  | 3  | 1  | 3  | 3  | 2  | 2  | 2  | 2  | 2  | 2  | 2  | 2  | 3  | 3  | 3  | 2    |
| Laval                | 4 | 5  | 6  | 7  | 8  | 7  | 8  | 7  | 7  | 7  | 7  | 6  | 6  | 6  | 7  | 6  | 6  | 4  |      |
| Saint-Hubert         | 8 | 4  | 2  | 2  | 3  | 2  | 2  | 3  | 3  | 3  | 5  | 5  | 5  | 5  | 5  | 5  | 4  | 5  |      |
| Longueuil            | 6 | 7  | 5  | 5  | 5  | 6  | 7  | 4  | 4  | 4  | 4  | 4  | 4  | 4  | 4  | 4  | 5  | 6  |      |
| Monteuil             | 9 | 9  | 9  | 6  | 6  | 4  | 4  | 5  | 5  | 6  | 6  | 7  | 7  | 7  | 6  | 7  | 7  | 7  |      |
| Beauport             | 5 | 8  | 8  | 9  | 7  | 8  | 7  | 9  | 9  | 9  | 9  | 10 | 9  | 9  | 9  | 9  | 8  | 8  |      |
| Lanaudière           | 7 | 10 | 10 | 10 | 10 | 10 | 10 | 10 | 10 | 10 | 10 | 8  | 8  | 8  | 8  | 8  | 9  | 9  |      |
| Ottawa               | 7 | 6  | 7  | 8  | 9  | 9  | 9  | 8  | 8  | 8  | 8  | 9  |    |    |    |    |    |    |      |

En gras et italique, les équipes comptant un match en retard (exemple : 6 pour Monteuil à l’issue de la 13e journée) ; en gras et souligné, celles en comptant deux ou plus (exemple: 6 pour Monteuil à l’issue de la 14e journée).

### Classement des buteurs
Les buteurs sont classés selon le nombre de buts par parties jouées
|    | Buteur                    | Club                     | Buts |
| -- | ------------------------- | ------------------------ | ---- |
| 1  | Joseph Greguy Saint-Simon | CS Mont-Royal Outremont  | 12   |
| 2  | Mamadi Camara             | Celtix du Haut-Richelieu | 11   |
| 3  | Adama Makan Sissoko       | FC Laval                 | 8    |
| 4  | Flavio Maria Colasanti    | CS Mont-Royal Outremont  | 8    |
| 5  | Mouad Ouzane              | CS Mont-Royal Outremont  | 7    |
| 6  | Yves Wesley Wandje Djomze | CS Saint-Hubert          | 7    |
| 7  | Mitchell Syla             | FC Lanaudière            | 6    |
| 8  | Saad Chaouki              | CS Saint-Hubert          | 6    |
| 9  | Yves Hermann Ekwalla      | CS Longueuil             | 5    |
| 10 | Shawn Antony Altidor Viau | CS Monteuil              | 5    |